# Bismarck (Illinois)
Bismarck es una villa ubicada en el condado de Vermilion en el estado estadounidense de Illinois. En el Censo de 2010 tenía una población de 579 habitantes y una densidad poblacional de 300,88 personas por km².

## Geografía
Bismarck se encuentra ubicada en las coordenadas 40°15′34″N 87°36′41″O / 40.25944, -87.61139. Según la Oficina del Censo de los Estados Unidos, Bismarck tiene una superficie total de 1.92 km², de la cual 1.92 km² corresponden a tierra firme y (0%) 0 km² es agua.

## Demografía
Según el censo de 2010, había 579 personas residiendo en Bismarck. La densidad de población era de 300,88 hab./km². De los 579 habitantes, Bismarck estaba compuesto por el 99.31% blancos, el 0% eran afroamericanos, el 0% eran amerindios, el 0.17% eran asiáticos, el 0% eran isleños del Pacífico, el 0.35% eran de otras razas y el 0.17% pertenecían a dos o más razas. Del total de la población el 0.86% eran hispanos o latinos de cualquier raza.